# Devise (parahéraldique)
Pour les articles homonymes, voir Devise.
 (avril 2022).
Une devise est une formule emblématique parahéraldique composée d'une figure et d'une courte sentence (« devise » au sens moderne). C'est une construction à l'origine personnelle, parfois même circonstancielle, qui dans certains cas est devenue héréditaire. La vogue des devises a duré surtout pendant les XVe et XVIe siècles.

## Origines
Les devises commencent à apparaître probablement dès la fixation des armoiries comme composition héréditaire identifiant un lignage. La devise dynastique de la maison de Savoie, le lac d'amour accompagné du mot « FERT », se trouve ainsi dans les premiers sceaux armoriés de la maison en concurrence avec la croix, l'aigle et le lion, qui forment le répertoire emblématique ordinaire de la maison. La croix devint la figure unique de l'écu, tandis que l'aigle et le lion fusionnèrent pour donner naissance au fameux cimier au lion ailé des ducs de Savoie. Le lac d'amour avec sa sentence ne disparut pas pour autant : il devint en quelque sorte la devise dynastique de la maison, signe plus simple et plus souple à utiliser que les armoiries, qu'on pouvait figurer en frise ou en semé dans des décors monumentaux, sur des vêtements, ou dans des bordures enluminées. L'adoption de cette devise avant l'heure permettait à la maison de Savoie de ne pas sacrifier une partie de son vocabulaire emblématique à cause de la fixation, certains diront la sclérose, du système héraldique sous une forme héréditaire et lignagère.
Une autre origine probable, qui explique plus largement le phénomène des devises, découle toujours de cette fixation des armoiries : le caractère figé et héréditaire de ces dernières changeait leur signification. Elles perdaient en effet leur rôle d'expression de choix identitaire (de parti politique, d'affinités avec la symbolique attachée à un animal...) pour devenir de simples supports d'une identité lignagère naissante. 
Dans ce contexte, les porteurs d'armoiries, à commencer par les princes et cadets des maisons régnantes, certes produit d'un lignage souverain, sont également avides de se démarquer de la branche aînée pour affirmer leur particularité. C'est ainsi que la vogue des devises connaît sa plus grande ampleur au début du XVe siècle, quand les différentes branches cadettes de la maison capétienne affirment, dans une ultime embellie, leur autonomie face à une monarchie très affaiblie. De cela découle leur fréquence dans les cours de Bourgogne, de Bourbon ou d'Anjou-Lorraine-Provence dont les princes sont à la fois cadets ou issus de cadets des rois de France, ainsi qu'à la tête de véritables principautés territoriales qu'on pense à l'époque durables et en voie d'engendrer de nouvelles monarchies. 
Par le phénomène d'émulation par les élites, les devises se répandent ensuite des princes à l'aristocratie et à l'ensemble des membres de la société ayant assez de pouvoir et de fortune pour entreprendre une politique de paraître.

## Nature ludique et message politiques
À la différence des armoiries, les devises sont donc des emblèmes personnels destinés à rétablir leur porteur comme individu et plus seulement comme membre d'un lignage. Elles expriment un goût ou un choix à un moment donné. Cela explique leur caractère assez volatil dans les premiers temps. Certaines devises durent à peine le temps d'une joute ou d'un divertissement de cour, d'autres sont portées la vie durant de leur porteur.

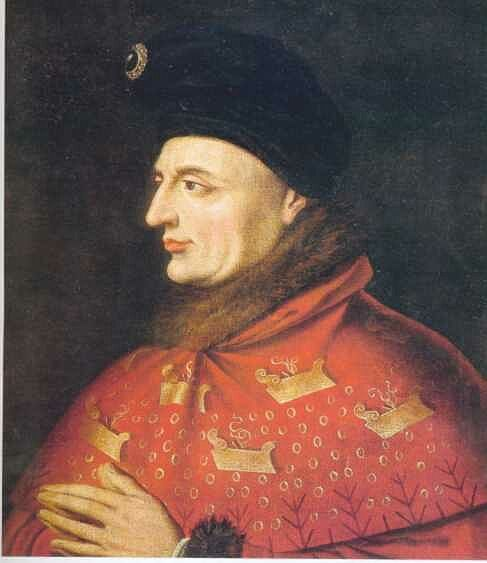
Jean sans Peur portant un chaperon brodé de rabots, sa devise.

Bien que les formules soient très diverses, la devise stricto sensu se compose d'une figure et d'une sentence. Les penseurs de l'époque caractérisent cette association comme celle d'un corps (la figure) et d'une âme (le mot). Le registre des figures est extrêmement vaste et rarement limité à des objets ou des animaux « nobles ». Le duc de Bourgogne, Jean sans Peur, porte ainsi pour devise préférée le rabot, outil assez étrange pour un prince de son rang si on ignore les raisons de ce choix. La devise est en effet souvent porteuse d'un message politique et fonctionne parfois en relation avec d'autres devises. Jean Sans Peur répond ainsi par son rabot avec la formule « Je le tiens » (Ik Houd) au bâton noueux (sorte de matraque) de son neveu et ennemi le duc d'Orléans, accompagné de la formule « Je l'ennuie ». Les deux rivaux manifestent ainsi par leur emblématique personnelle leur conflit : Orléans « ennuie » le régent Bourgogne et le menace de ses coups de bâton, tandis que l'autre affirme son désir de tenir cette régence et de se défendre en « planant » les nœuds du bâton, ainsi réduit à l'inutilité. 
Les devises sont de ce fait doublement importantes. Pour leur porteur, elles permettent de marquer l'espace de leur personnalité. On les multiplie sur les vêtements, les objets d'apparat, les monuments. Elles sont de ce fait un outil précieux de datation pour l'historien de l'art ou l'archéologue, d'autant qu'à la différence des armoiries qu'il est facile de changer, lorsqu'un manuscrit change de main par exemple, en peignant celles du nouveau propriétaire par-dessus, les devises sont souvent semées et dispersées dans l'ensemble du décor. C'est ainsi qu'on peut attribuer la commande d'un manuscrit en fonction des devises qui se retrouvent dans les bordures, même si elles ne correspondent pas aux armes qui figurent par ailleurs, et qu'on peut considérer comme repeintes. 
Inversement, les devises sont, par ce même caractère, des outils importants de la diplomatie de l'époque. Recevoir d'un prince un habit brodé de ses devises dénote une très grande proximité personnelle et souvent politique. Les devises marquent ainsi les factions et peuvent servir d'outil de propagande. Par là même, quand deux rivaux s'offrent mutuellement des habits ou des bijoux à leurs devises respectives, c'est un signe très fort de réconciliation. D'une certaine façon, les ordres princiers comme celui de l'hermine de Bretagne ou de la Toison d'or sont la formalisation de cette diplomatie des devises.
Dans les couples princiers, les devises sont également complémentaires. Si on se borne aux phrases, les deux derniers ducs de la maison de Bourgogne et leurs épouses respectives portent ainsi : « Aultre n'aurai / Tant que vivrai », évoquant les fameuses maîtresses de Philippe le Bon et son vœu de fidélité à Isabelle de Portugal, d'une part, et « Je l'ai emprins (entreprise) / Bien en aveigne (que cela me soit agréable) », relativement explicite, en ce qui concerne Charles le Téméraire et Isabelle d'York.

## Diffusion et portée

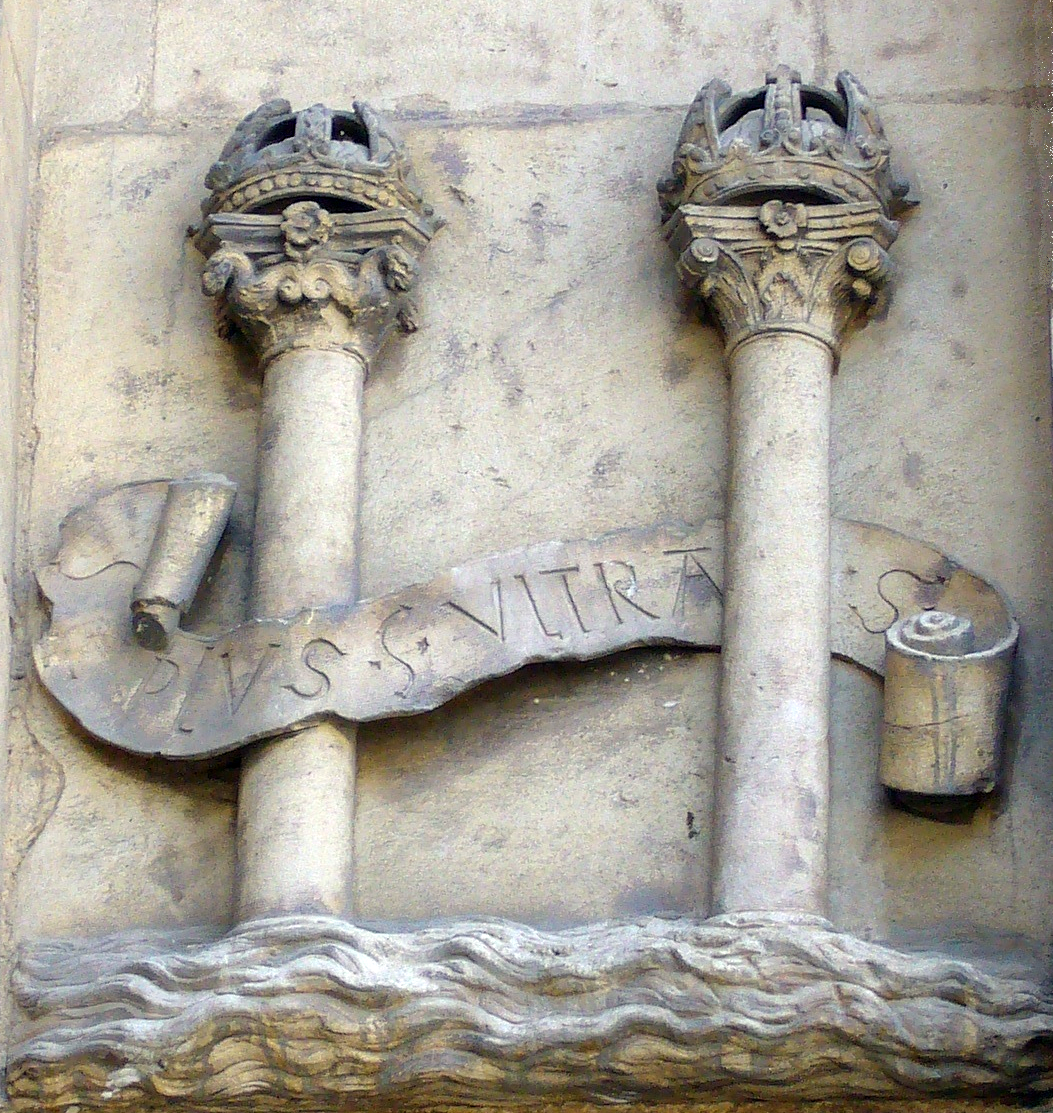
La devise personnelle de Charles Quint : les colonnes et les mots « Plus oultre » (ici en latin) sur le listel, devenue devise dynastique des Habsbourg et nationale de l'Espagne

Les devises connurent une diffusion telle au XVe et au XVIe siècles aux dépens de l'héraldique que les héraldistes s'étonnent encore du fait qu'elles aient finalement été éclipsées par la formule qu'elles étaient en voie de supplanter. Loin de se limiter à la société des princes, les devises se répandirent en effet largement dans l'aristocratie et la noblesse. Au cours des guerres d'Italie et des modes venues d'outre-monts, elle gagnèrent encore en faveur du fait de la vogue qu'elles connaissaient dans la péninsule sous la forme de l'impresa.
De façon assez inattendue, néanmoins, ces formules devinrent moins dynamiques dans le cours du XVIe siècle, non pas dans leur diffusion qui resta très large, mais dans leur fixité. Les premières devises se changeaient en effet suivant les occasions. Précocement, à la cour de Bourgogne, puis de façon de plus en plus large, on assista en effet à une fixation des devises. À partir de 1430 et plus encore au XVIe siècle, cette dernière se fixa sur deux formules. Au XVe siècle le fusil et la pierre à feu, devinrent la seule image utilisée dans les devises des ducs de Bourgogne (même s'il est vrai que le Téméraire changea le mot de son père pour le sien). Avec Charles Quint, arrière-petit-fils du Téméraire, la chose devint encore plus flagrante, puisque sa devise personnelle, les deux Colonnes d'Hercule avec les mots « Plus oultre », certes en rupture avec cette fixation des devises aux briquet, devint pour ainsi dire dynastique, voire nationale.
Cette fixation explique sans doute l'évolution du terme « devise », qui ne désigna après le XVIIe siècle plus que la sentence, sans plus tenir compte de la figure dont l'usage périclita souvent, faute de son utilité première, celle d'ajouter aux armes du lignage un symbole plus personnel.

## Exemples célèbres
| Nom                           | Figure                                                      | Mot                                                 |
| ----------------------------- | ----------------------------------------------------------- | --------------------------------------------------- |
| Maison de Savoie              | lac d'amour                                                 | FERT (Fortitudo Ejus Rhodo Tenuit)                  |
| Jean Sans Peur                | Rabot avec des copeaux de bois                              | Je le tiens / Ik Houd                               |
| Louis Ier d'Orléans           | Bâton Noueux                                                | Je l'ennuie                                         |
| Charles VI de France          | Cosse de genêts                                             | Jamais                                              |
| Philippe le Bon               | Fusil avec une pierre à feu et des étincelles               | Aultre n'auray                                      |
| Charles le Téméraire          | comme son père                                              | Je l'ay emprins                                     |
| Marie de Bourgogne            | un agneau blanc                                             | ?                                                   |
| Charles Ier d'Orléans         | une chantepleure                                            | Rien ne m'est plus                                  |
| Charles Quint                 | les colonnes d'Hercule                                      | Plus oultre                                         |
| Louis de Gruuthuse            | une bombarde en train de tirer                              | Plus est en vous                                    |
| Galeas Marie Sforza           | deux boutefeux ardents d'où pendent chacun deux seaux d'eau | À bon droit                                         |
| René d'Anjou                  | Une masse                                                   | En rien                                             |
| Jean de Beauvau               | deux gaffes écotées affrontées                              | Sans départir                                       |
| Jean II de Portugal           | Pélican nourrissant ses petits                              | Pola lei e pola grei (pour la loi e pour le peuble) |
| Charles de Croÿ duc d'Arschot | un grelot tricolore                                         | Moy seul                                            |
| Charles III de Bourbon        | Une épée nue ardente                                        | Spes / Espérance                                    |
| Anne de Montmorency           | une épée de connétable                                      | ΑΠΛΑΝΟΣ (sans dévier)                               |
| Anne de Bretagne              | Une hermine blanche                                         | À ma vie                                            |
| Rigaud de Tournemire          | Un cygne issant un vol de sable                             | D'autre n'aura                                      |
| Manuel Ier de Portugal        | Sphère armillaire                                           | Spera mundi.                                        |

## Sources
- Michel Pastoureau, Traité d'héraldique.
- Michel Orcel, en coll. avec A. Pérès, Dictionnaire raisonné des devises, tome I, ARCADES AMBO, Nice, 2017.
- De façon générale, les écrits de Laurent Hablot.